# Уэбб, Бреша
Бре́ша Уэ́бб (англ. Bresha Webb, род. 10 июля 1987) — американская актриса и комик.

## Биография
Бреша Уэбб родилась и выросла в Балтиморе, штат Мэриленд, где в 2002 году окончила школу искусств. Окончила Калифорнийский институт искусств со степенью бакалавра. В 2007 году она начала свою карьеру на телевидении с эпизодических ролей в сериалах «Душевное состояние», «Линкольн-хайтс» и «Грязь». В 2008-09 годах Уэбб играла второстепенную роль доктора в сериале NBC «Скорая помощь». Это привело её к регулярной роли в ситкоме TV One «Эта любимая девушка!». После трех сезонов её персонаж стал центральным, когда Татьяна Али решила покинуть сериал. Она также появилась в «Жеребец», «Частная практика» и «Дурман».
В конце 2013 года Уэбб была одним из афро-американских финалистов на регулярное участие в Saturday Night Live. В 2014 году она взяла на себя второстепенную роль в десятом сезоне сериала ABC «Анатомия страсти», что привело её к главной женской роли в пилоте ситкома Keep It Together. В следующем году она получила одну из главных ролей в ситкоме NBC «По правде говоря», который был закрыт после одного сезона.

## Фильмография
| Год          |    | Русское название                                | Оригинальное название                  | Роль                      |
| ------------ | -- | ----------------------------------------------- | -------------------------------------- | ------------------------- |
| 2008         | тф | Американская аллея                              | The American Mall                      | Пенни                     |
| 2008         | с  | Грязь                                           | Dirt                                   | Алисия                    |
| 2008—2009    | с  | Скорая помощь                                   | ER                                     | доктор Лаверн Сент-Джон   |
| 2009         | с  | Жеребец                                         | Hung                                   | Линди                     |
| 2010—2014    | с  | Люблю эту девушку                               | Love That Girl!                        | Иммуник Джефферсон        |
| 2012         | с  | Частная практика                                | Private Practice                       | Мелани Уайт               |
| 2012         | с  | Дурман                                          | Weeds                                  | Шарлемань                 |
| 2014         | ф  | В начало                                        | Return to Zero                         | медсестра доктора Холдена |
| 2014         | ф  | Дом                                             | At the Devil’s Door                    | Бекки                     |
| 2014         | ф  | Забытая роща                                    | Hollows Grove                          | Джули Меркад              |
| 2014         | с  | Анатомия страсти                                | Grey’s Anatomy                         | Тереза Моррис             |
| 2015         | с  | По правде говоря                                | Truth Be Told                          | Энджи                     |
| 2016         | ф  | Миссия в Майами                                 | Ride Along 2                           | Шейла                     |
| 2016         | ф  | Знакомьтесь, семейка Блэков                     | Meet the Blacks                        | Элли Блэк                 |
| 2017—2018    | с  | Марлон                                          | Marlon                                 | Иветт                     |
| 2018         | ф  | Раздражительность                               | Acrimony                               | Бренда Мур в молодости    |
| 2018         | ф  | Вечерняя школа                                  | Night School                           | Дениз                     |
| 2018         | с  | Нераскрытое дело                                | Unsolved                               | Тиффани                   |
| 2019         | ф  | Шестерняшки                                     | Sextuplets                             | Мэри Дэниелс              |
| 2019—2020    | с  | Последний настоящий гангстер                    | The Last O.G.                          | Фейт                      |
| 2020         | ф  | Грехопадение                                    | A Fall from Grace                      | Жасмин Брайант            |
| 2021         | ф  | Знакомьтесь, семейка Блэков 2: Дом по-соседству | The House Next Door: Meet the Blacks 2 | Элли Блэк                 |
| 2021 — н. в. | с  | Управляй миром                                  | Run the World                          | Рене Росс                 |